# Calycophyllum spruceanum
Calycophyllum spruceanum là một loài thực vật có hoa trong họ Thiến thảo. Loài này được (Benth.) Hook.f. ex K.Schum. mô tả khoa học đầu tiên năm 1889.

## Hình ảnh

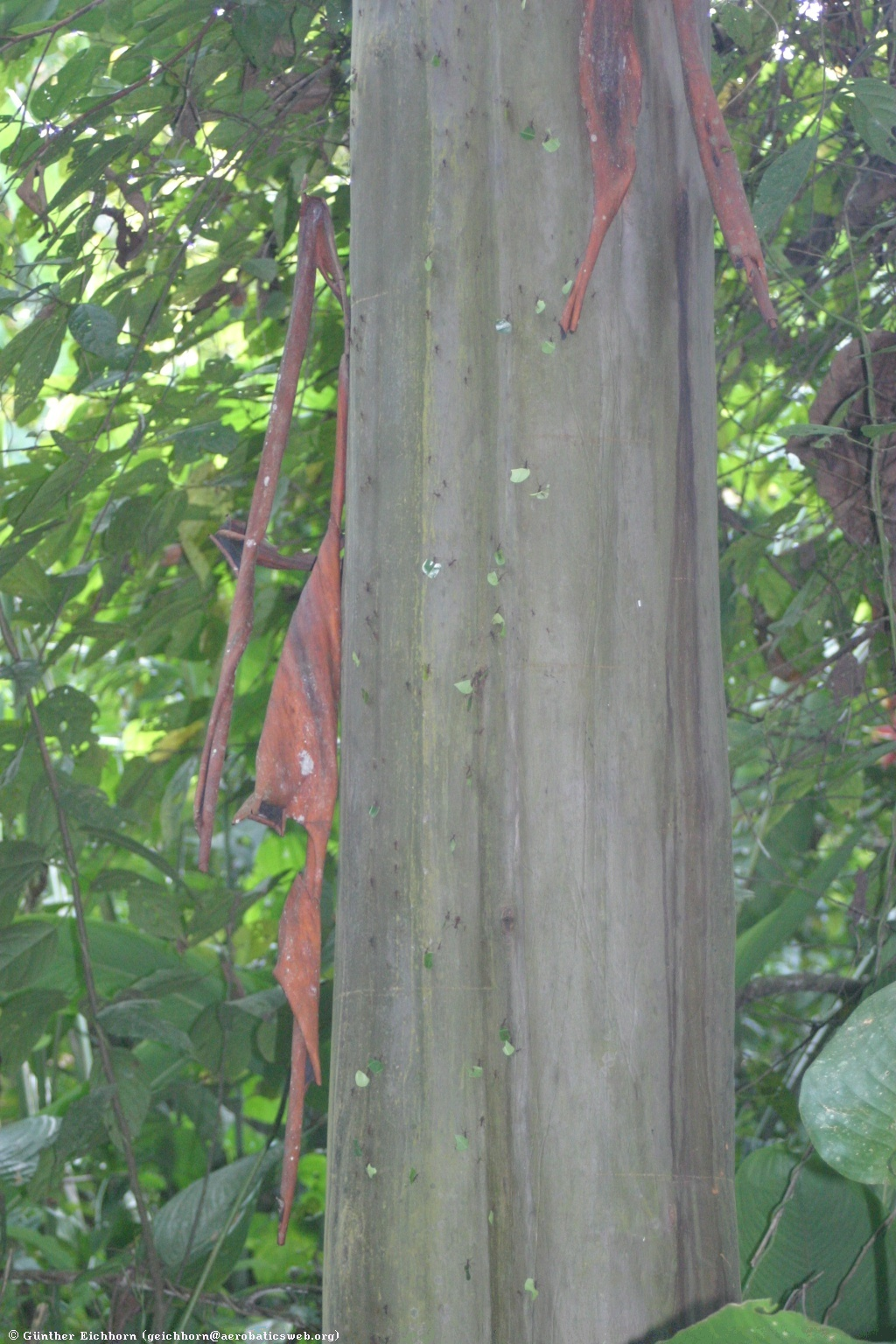
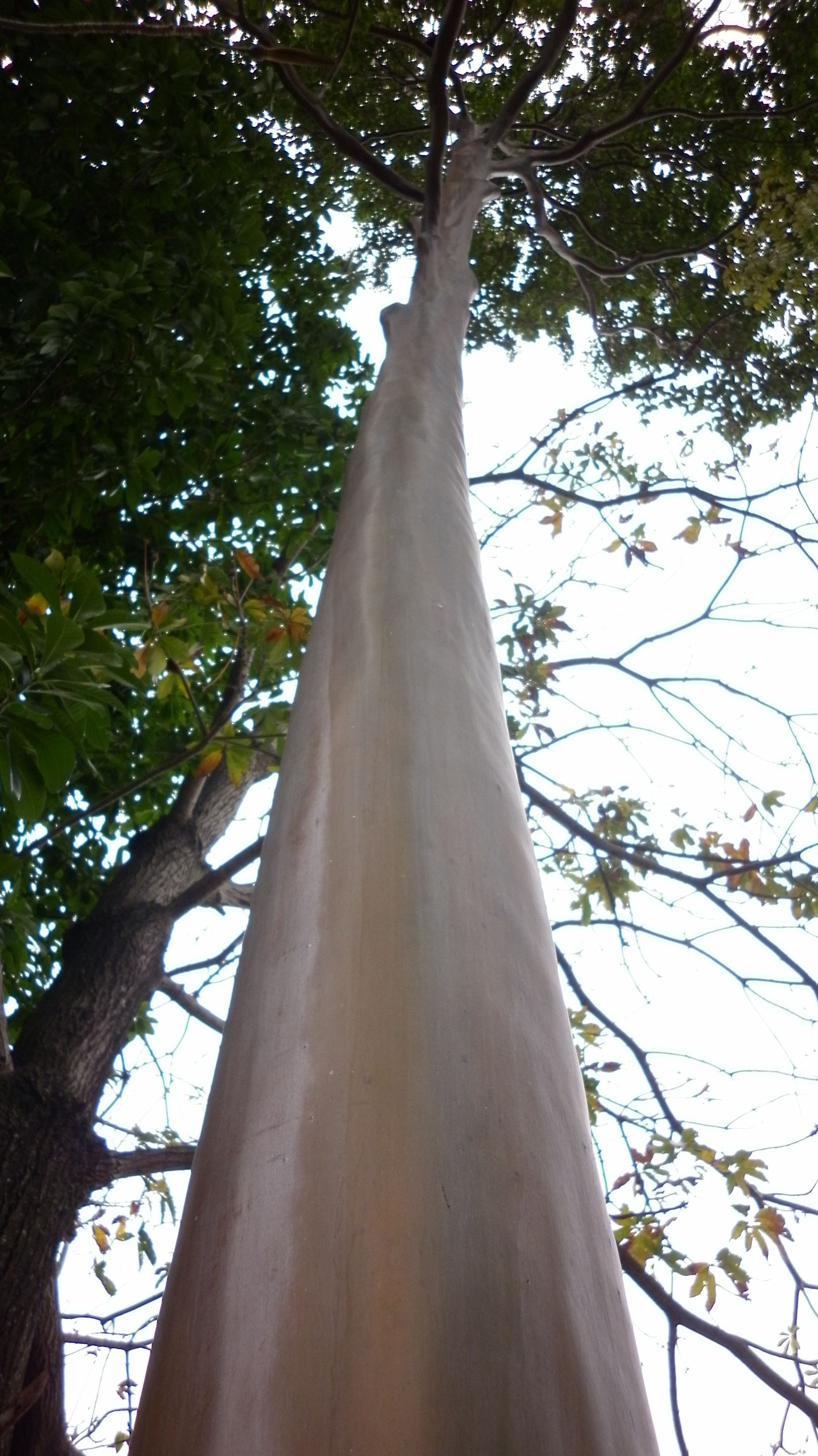